# Liste der denkmalgeschützten Objekte in Bürserberg
Die Liste der denkmalgeschützten Objekte in Bürserberg enthält die denkmalgeschützten, unbeweglichen Objekte der Gemeinde Bürserberg im Bezirk Bludenz.

## Denkmäler
| Foto |                 | Denkmal                                                                          | Standort                           | Beschreibung | Metadaten |
| ---- | --------------- | -------------------------------------------------------------------------------- | ---------------------------------- | --- | --- |
| ja   | Datei hochladen | Kath. Pfarrkirche hl. Josef mit Friedhof HERIS-ID: 56156 Objekt-ID: 65194        | Bürserberg Standort KG: Bürserberg | Der in barockem Stil ausgeführte Kirchenbau hat ein Langhaus mit eingezogenem Chor unter einem gemeinsamen Satteldach und einen Nordturm.                                 | BDA-Hist.: Q23541617 Status: § 2a Stand der BDA-Liste: 2025-06-30 Name: Kath. Pfarrkirche hl. Josef mit Friedhof GstNr.: .280, 2828 Pfarrkirche Bürserberg |
| ja   | Datei hochladen | Bauernhofanlage, Paarhof Buacher - Heimatmuseum HERIS-ID: 67002 Objekt-ID: 79923 | Matin 17 Standort KG: Bürserberg   | Der mehr als 300 Jahre alte Paarhof, ein typisches Walserhaus, wurde 1991–1993 aus dem Ortsteil Tschapina in die Ortsmitte versetzt und fand als Heimatmuseum Verwendung. | BDA-Hist.: Q38115181 Status: § 2a Stand der BDA-Liste: 2025-06-30 Name: Bauernhofanlage, Paarhof Buacher - Heimatmuseum GstNr.: 2848/1                     |
| ja   | Datei hochladen | Ehem. Pfarrhof, Wohnhaus HERIS-ID: 112372 Objekt-ID: 130516seit 2015             | Matin 46 Standort KG: Bürserberg   | Der Pfarrhof wurde gegen Ende des 18. Jahrhunderts erbaut, nachdem Bürserberg 1736 zur Pfarre erhoben worden war.                                                         | BDA-Hist.: Q37830597 Status: Bescheid Stand der BDA-Liste: 2025-06-30 Name: Ehem. Pfarrhof, Wohnhaus GstNr.: .283 Pfarrhof (Bürserberg)                    |